# Forte de São José da Pontinha

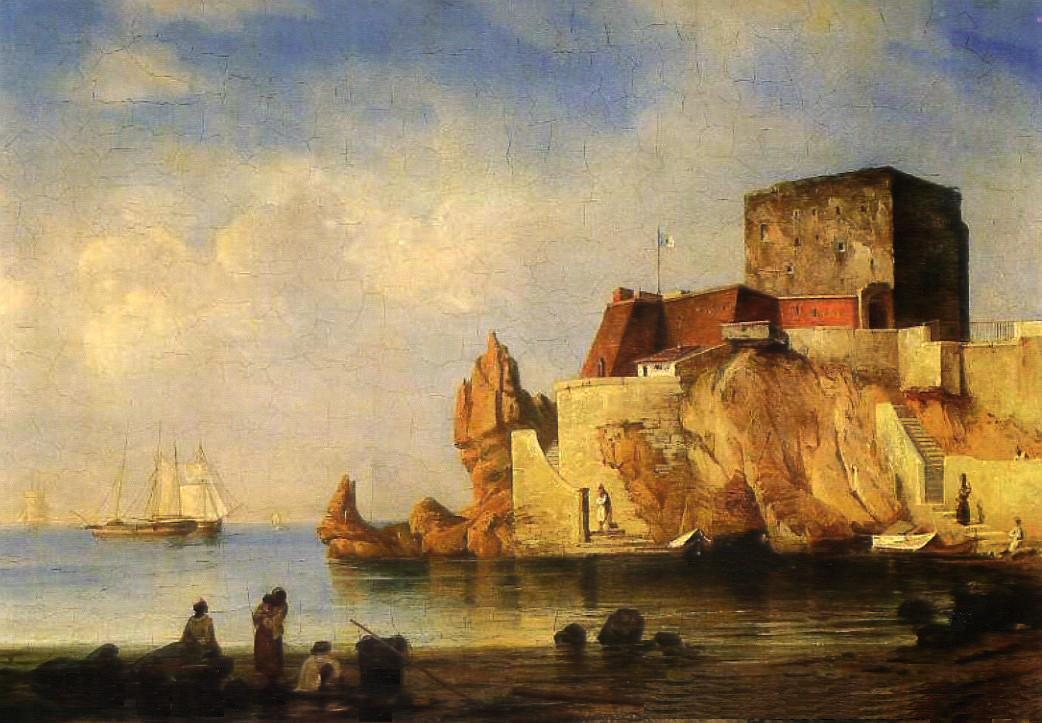
"Forte de São José", pintura no Museu Quinta das Cruzes, atribuível a George Chinnery ou Auguste Borget, início do século XIX.

O Forte de São José, também referido como Forte do Ilhéu, Forte da Pontinha ou Bateria da Pontinha, localiza-se na cidade e concelho do Funchal, na ilha da Madeira, Região Autónoma da Madeira.
O forte ergue-se numa extremidade do porto, sobre a formação rochosa conhecida como ilhéu de São José. É acedido por escadas a partir do molhe, pela estrada da Pontinha. A edificação era pouco valorizada enquanto património histórico, arquitetónico e cultural da Madeira e de Portugal, até recentemente, quando foi adquirido por um particular que vem buscando revitalizá-lo, sustentando ser este o local da primeira fortificação madeirense, à época do seu descobrimento.

## História

### Antecedentes
De acordo com a historiografia tradicional, foi no Oeste de uma extensa baía, onde existiam dois ilhéus, que João Gonçalves Zarco e Tristão Vaz Teixeira, descobridores da Madeira (1419), procuraram abrigo antes de desembarcar na ilha coberta por densa vegetação. Por essa razão, teriam desembarcado preliminarmente no menor dos ilhéus, onde ergueram um abrigo provisório, para esse fim tendo talhado na rocha alguns degraus, os quais teriam subsistido até aos nossos dias. Do mesmo modo, ainda pode ser observado, numa das extremidades da rocha, o triângulo destinado à amarração das suas embarcações. Alguns autores entendem, por essa razão, que este ilhéu constitui-se na mais antiga fortificação do arquipélago.
Com a colonização, o Funchal tornou-se o principal porto do arquipélago, movimentando as mercadorias essenciais à economia da ilha, como por exemplo o açúcar (séculos XV, XVI e XVII), o vinho (século XVIII) e, posteriormente, o carvão (séculos XIX e XX). Nesse contexto, a fortificação provisória deu lugar a outra, de caráter permanente, ampliada e reforçada ao longo dos séculos, complementando a defesa proporcionada pelo vizinho Forte de Nossa Senhora da Conceição.

### O Forte São José
O forte foi erguido no contexto das obras do porto do Funchal, em meados do século XVIII, com a chegada do engenheiro Francesco Tosi Colombina, responsável ainda pela construção de uma muralha de acostagem até aos arrifes abaixo do Forte da Penha de França. Acredita-se que Columbina tenha tido a colaboração do Capitão de Engenheiros Domingos Rodrigues Moniz, que veio a ser nomeado Mestre das Obras Reais na Madeira por Provisão-Régia datada de 1 de janeiro de 1760.
Nova Provisão-Régia, esta datada de 1776, determinou a ligação do ilhéu à ilha. Concluída, recebeu o nome do monarca que determinou a sua execução. A partir dessa ligação, o primitivo Forte de São José passou a chamar-se também Forte ou Bateria da Pontinha, por estar situado na extremidade do porto. Esta ligação é visitável em nossos dias pelo Caminho Real, um dos mais antigos da ilha, preservados.
No contexto da Guerra Peninsular, quando da ocupação da Madeira por tropas britânicas, entre 1801 e 1807, este forte serviu como quartel aos britânicos e, posteriormente, de cadeia. Existem gravuras de marinha, da época, com a bandeira inglesa hasteada no forte.
Em 1888 o governo decidiu prolongar o porto do Funchal até ao ilhéu grande, onde se ergue o Forte de Nossa Senhora da Conceição, passando o Forte de São José, no ilhéu menor, a segundo plano. Provavelmente à época dessas obras, foram para ali canalizados os esgotos da cidade, sendo ainda visíveis, no lado Oeste do ilhéu, os antigos tubos do sistema. Por essa razão, em gravuras antigas do forte, encontra-se a indicação de Loo Rocks, que pode ser traduzida livremente como rochas da casa de banho.
As dependências do forte foram arrendadas por seis anos, em contrato assinado a 7 de março de 1889, à empresa Blandy Brother´s, para a instalação, em seu terrapleno, de um guindaste a vapor, para a carga e descarga de mercadorias no porto do Funchal. Os restos de seu maquinário, atualmente encontram-se no fundo do mar.

### Do século XX à atualidade

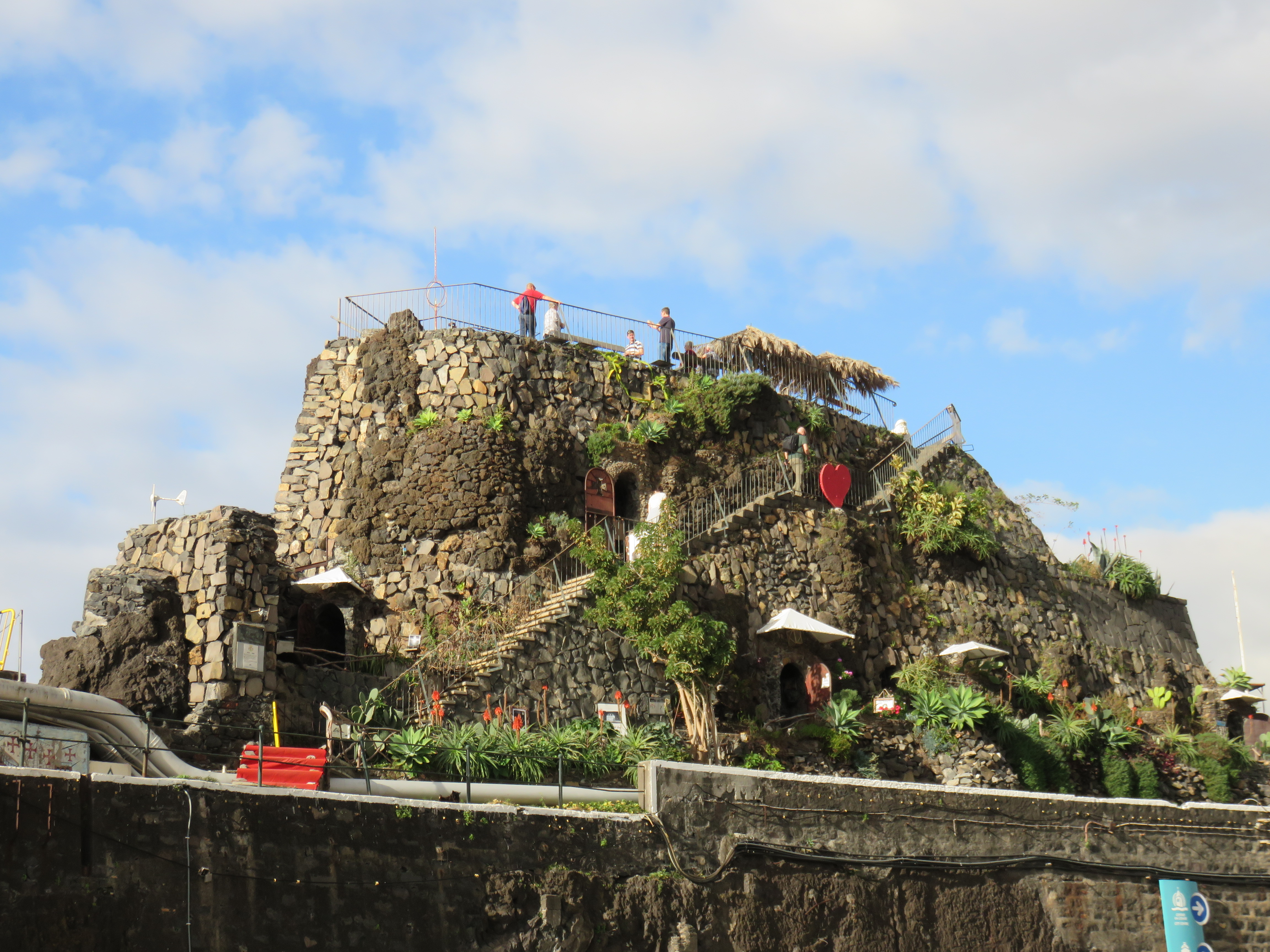
Forte São José, Janeiro de 2017.

Sem recursos, em agosto de 1903, o governo colocou o forte à venda em hasta pública, para, com o dinheiro assim arrecadado, vir a concluir e recuperar, no ilhéu grande, o Forte de Nossa Senhora da Conceição. O "Elucidário Madeirense" refere: "(…) por incúria dos madeirenses destruíram o Forte de São José para construir o Forte de Nossa Senhora da Conceição, deixando este forte completamente despedaçado e sem as suas paredes exteriores (…)." O forte foi arrematado, a 3 de outubro do mesmo ano por um particular, Cândido Henriques de Freitas, pelo montante de 200$000 réis.
Posteriormente, a empresa Blandy Brother's cedeu o terrapleno do forte para a instalação, em 1966, de um anúncio luminoso rotativo da GAZCIDLA com a respectiva chama, o maior de seu tipo na Europa, à época.
Em fins da década de 1990 os seus proprietários colocaram o imóvel à venda em diversas imobiliárias, até que, em outubro de 2000, o antigo forte foi adquirido pelo professor Renato Barros, que iniciou uma campanha para a pesquisa, recuperação, revalorização e requalificação do património representado pelo forte, inclusive a sua classificação pelas autoridades competentes, a nível municipal e nacional.
A pesquisa arqueológica encontra-se em progresso por uma equipe do Centro de Estudos de Arqueologia Moderna e Contemporânea (CEAM), coordenada pelo Arqueólogo Élvio de Sousa. Os trabalhos revestem-se de importância, por se tratar da primeira prospecção científica de um forte na ilha da Madeira, e estima-se que a investigação completa leve ainda cerca de cinco anos. Pela análise do material encontrado até ao momento – restos de cerâmicas e vidros, vestígios de uma oficina artesanal de botões de osso, contas de vértebras de peixe para colares, cachimbos, um cadinho para a fundição de balas, balas de metal e de pedra -, justifica-se a abertura de um núcleo museológico.
Também estão sendo feitos esforços para recuperar o mobiliário existente, bem como para recuperar informações de projetos do antigo forte. Já podem ser visitados, entretanto quatro compartimentos interiores, a chaminé natural e duas celas prisionais com 2 x 2 metros cada. Em setembro de 2010 foi noticiado que o atual proprietário solicitou ao Estado Português o reconhecimento daquele território como "Estado soberano e independente".
Considera que aquele autoproclamado "Principado da Pontinha" preenche todos os requisitos exigidos pelo Direito Internacional Público para ser reconhecido como um Estado soberano e independente", visto que possui "território, domínio sobre este, povo e a respectiva Carta Monárquica Constitucional". Invoca que o Direito Internacional Público e o Estado português reconhecem o "direito à autodeterminação dos povos".
Por estas razões, Renato Barros sustenta que "não há nenhuma razão, de facto ou de direito, que impeça o Governo português e o seu Estado de reconhecer o Principado da Pontinha como Estado soberano e independente, muito menos por causa uma pequena parcela de um território cujo domínio alienou". Por isso, requer às autoridades portuguesas "o imediato reconhecimento do Principado da Pontinha como Estado soberano e independente".

## Características
Embora muito descaracterizado ao longo dos séculos, o ilhéu do forte encontra-se coberto por pedras soltas, exceto na vertente Sudoeste, onde se encontra uma parede de rocha natural, que se estende até ao mar. É ladeado a Leste pelo antigo Caminho Real, que fazia a ligação deste ilhéu com a terra, ao Forte da Penha de França. Também nesta vertente se encontram as atuais escadas em pedra, que servem de acesso ao topo do ilhéu. Na vertente Noroeste existe um pequeno lance de escadas, que servia de ligação ao mar e ao pequeno desembarcadouro, primeiramente em pedra basáltica, introduzida na fachada lateral, depois talhado na rocha viva. O ancoradouro, localizado na vertente Sudoeste, apresenta alguns degraus e os antigos cabeços, de forma triangular, que serviam para a amarração das embarcações.
Do forte, restam poucos elementos exteriores aparentes que indiquem a sua conformação original. Internamente, ao contrário, revela aspectos importantes de seu passado. Aqui temos vestígios de um curto túnel de acesso com uma soleira, com o teto abobadado, característico dos séculos XVII e XVIII. No lado Leste, existe um pequeno lance de escadas, composto por três degraus em cantaria em direcção a uma parede de formação rochosa. Nessa mesma parede existe uma chaminé natural que se eleva até ao topo do maciço rochoso. Neste patamar, resta ainda uma janela em cantaria, integrada numa parede original, com orientação para Sudeste. Um patamar superior, servido por uma escadaria com dez degraus em cantaria e com o teto abobadado, conduz a um patamar intermediário onde se rasga, na parede Leste, uma janela elevada, em cantaria mole do tipo tufo de lapilli, típica do século XIX, e também uma estrutura de uma janela anterior de forma abobadada, provavelmente do século XVII.
Existe uma abertura superior que conduz ao exterior, no topo do ilhéu e, na continuação da escadaria, em direcção Norte, com mais cinco degraus, encontramos uma porta em cantaria, coberta com pedra solta. No exterior da referida janela encontra-se outro compartimento parcialmente arruinado, também com o teto abobadado e piso em calhau rolado. Na parede Oeste, onde se encontra a janela, existe um banco em pedra e duas aberturas no chão em forma de quadrado, que nos indicam o quarto no piso inferior, ao qual se tem acesso por uma abertura originada quando da destruição e do abandono parcial do forte. Este quarto também tem o teto abobadado, com uma estrutura de pedra de cantaria vermelha, encontrando-se coberto de pedras soltas.